# 永旺集團

AEON標誌

JUSCO標誌

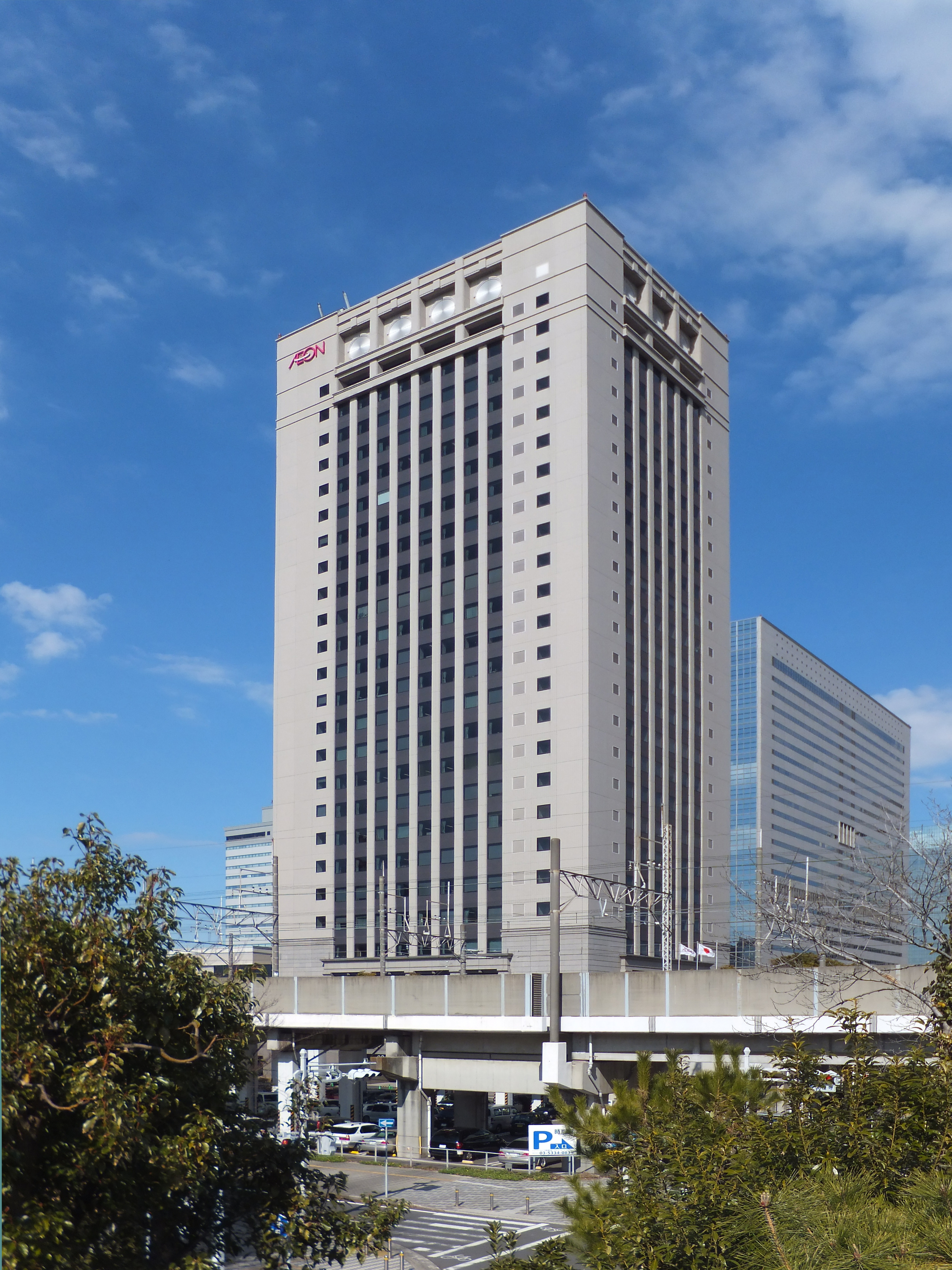
位於幕張新都心的永旺塔 (日本)，為永旺集團總部所在地

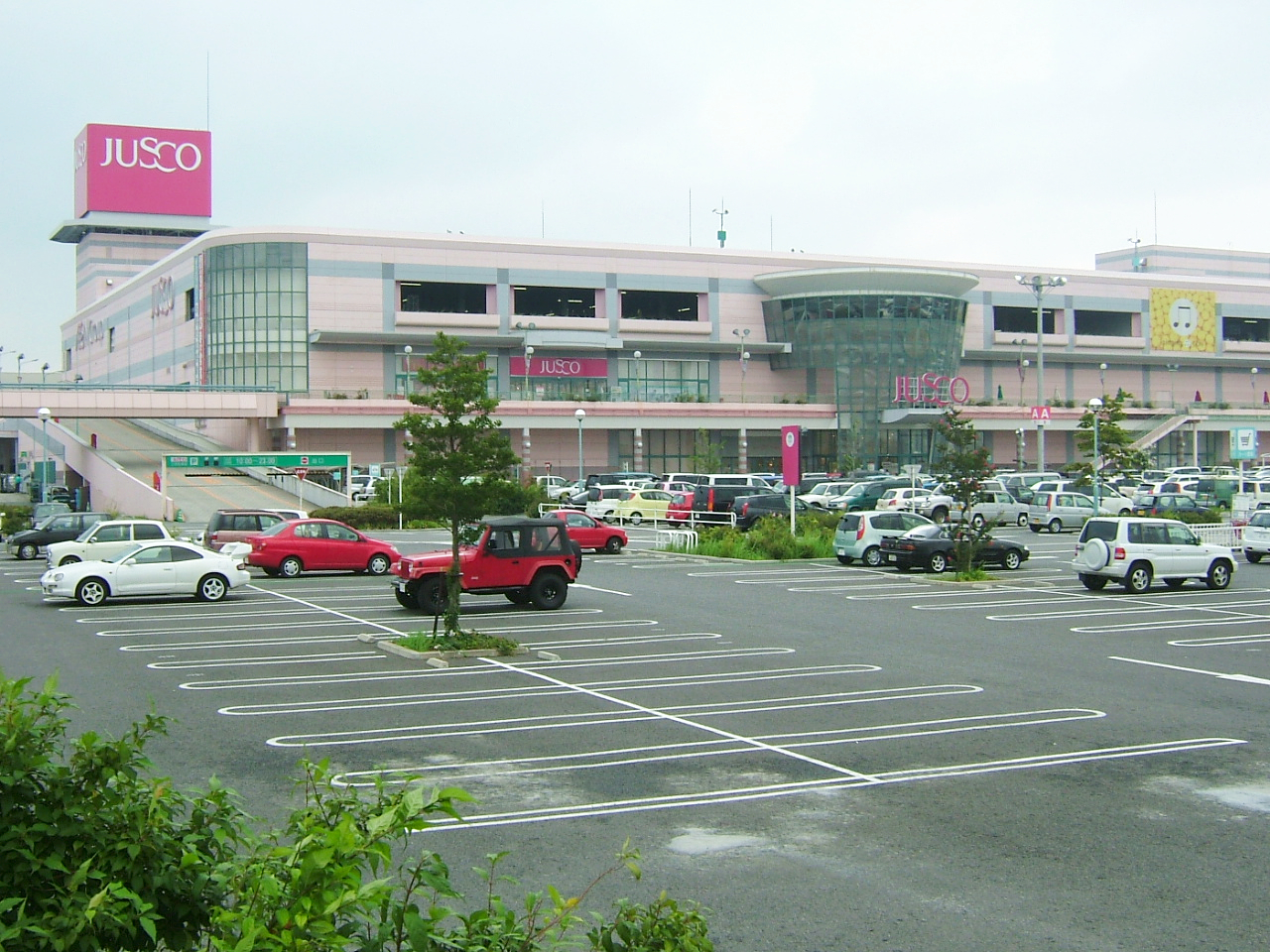
日本吉之島第100間分店：位於愛知縣知多郡東浦町的東浦店。

永旺集團（日語：イオン），原称佳世客，亦称吉之島（英：JUSCO），是日本一家以連鎖零售通路及金融服務為主要業務的綜合企業，总部位于日本千葉的幕張新都心。其以永旺株式會社為核心，由约300家子公司和26家附属公司组成，開設的店種包括超級市場、大型购物中心（SuC）、便利商店及專賣店；主要以同名品牌展店，並擁有Ministop、MyBasket等便利商店品牌。
永旺集團是亚洲最大的零售商，也是日本最大的购物中心开发商和运营商。除了日本之外，事業版圖亦擴及中国大陆、香港及東南亞多個國家。

## 名稱來源
永旺的英文名稱ÆON是源自通用希臘語詞語的音译（ho aion），永旺株式會社使用該名稱希望公司將永存。

## 歷史
該公司歷史最早可追溯到1758年成立的篠原屋。1887年更名為岡田屋。1926年9月，岡田屋法人化，全稱改為株式会社岡田屋吳服店。1969年2月21日，岡田屋與フタギ和シロ三家超級市場公司（分別位於三重縣、京都府及兵庫縣）共同成立株式會社JUSCO（Japan United Stores Company，簡稱JUSCO Co.，Ltd，中文稱為吉之岛或佳世客）。其後不斷發展，分店遍佈日本全國，單在日本的分店已經超過300間。
JUSCO集團在1989年易名Aeon，但旗下的百貨零售業務仍保留使用JUSCO的名稱。
1997年，永旺集團收購當時已破產的八佰伴。2001年8月21日，公司更名为永旺株式會社（ÆON Co., Ltd）。2003年合併Mycal（大型超市Saty、Vivre百貨等），2005年接手經營不善的日本家樂福，2006年再與丸紅聯手支援破產重整中的大榮百貨。2007年合併子公司Diamond City，2008年8月21日，公司结构发生变化。永旺株式會社成为控股公司，ÆON Retail Co., Ltd.接管了永旺株式會社以前的零售业务。2008年12月16日，三菱商事宣佈入股永旺已發行股票的4.59%，成為了後者最大的股東。三菱商事其後還繼續增持永旺股票，使持股比例達到5.05%，共斥資約368億日圓（3.25億美元）。2010年2月25日出售女装零售企业Talbots的所有股份，退出美国市场。
2010年10月6日，永旺株式會社宣布將分階段整合旗下日本JUSCO等子公司，店名統一為“永旺”（英：AEON；日：イオン）；2011年3月1日正式實行。截至當天，永旺株式會社在日本所有的JUSCO商場全部更名为ÆON，而马来西亚的所有JUSCO商場和购物中心也自2012年3月起完全更名为ÆON。但是仍在大中华地区和其他一些地区依舊以JUSCO商店名義繼續运营。

## 中国大陆永旺

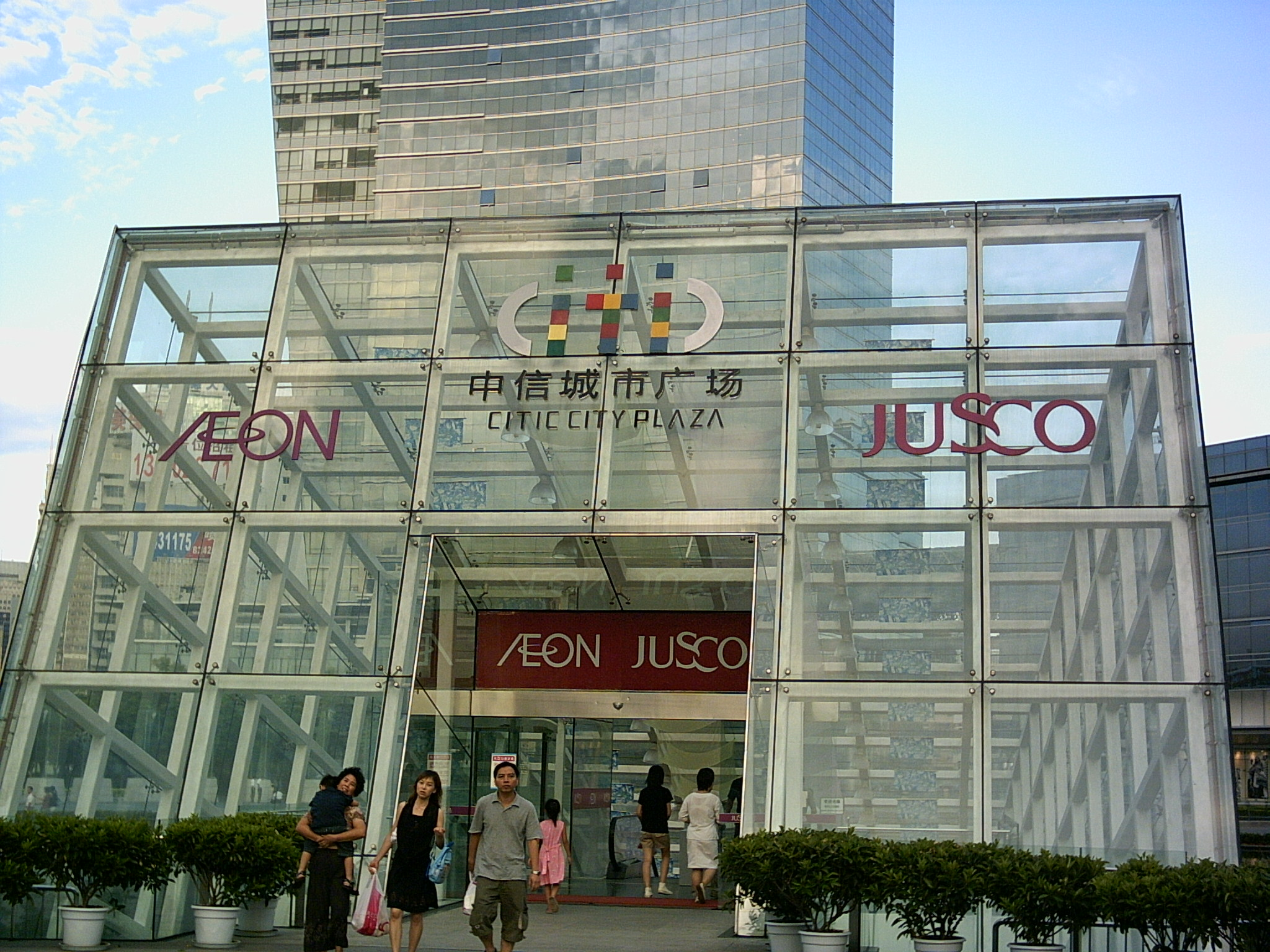
位於深圳新城市广场的分店。

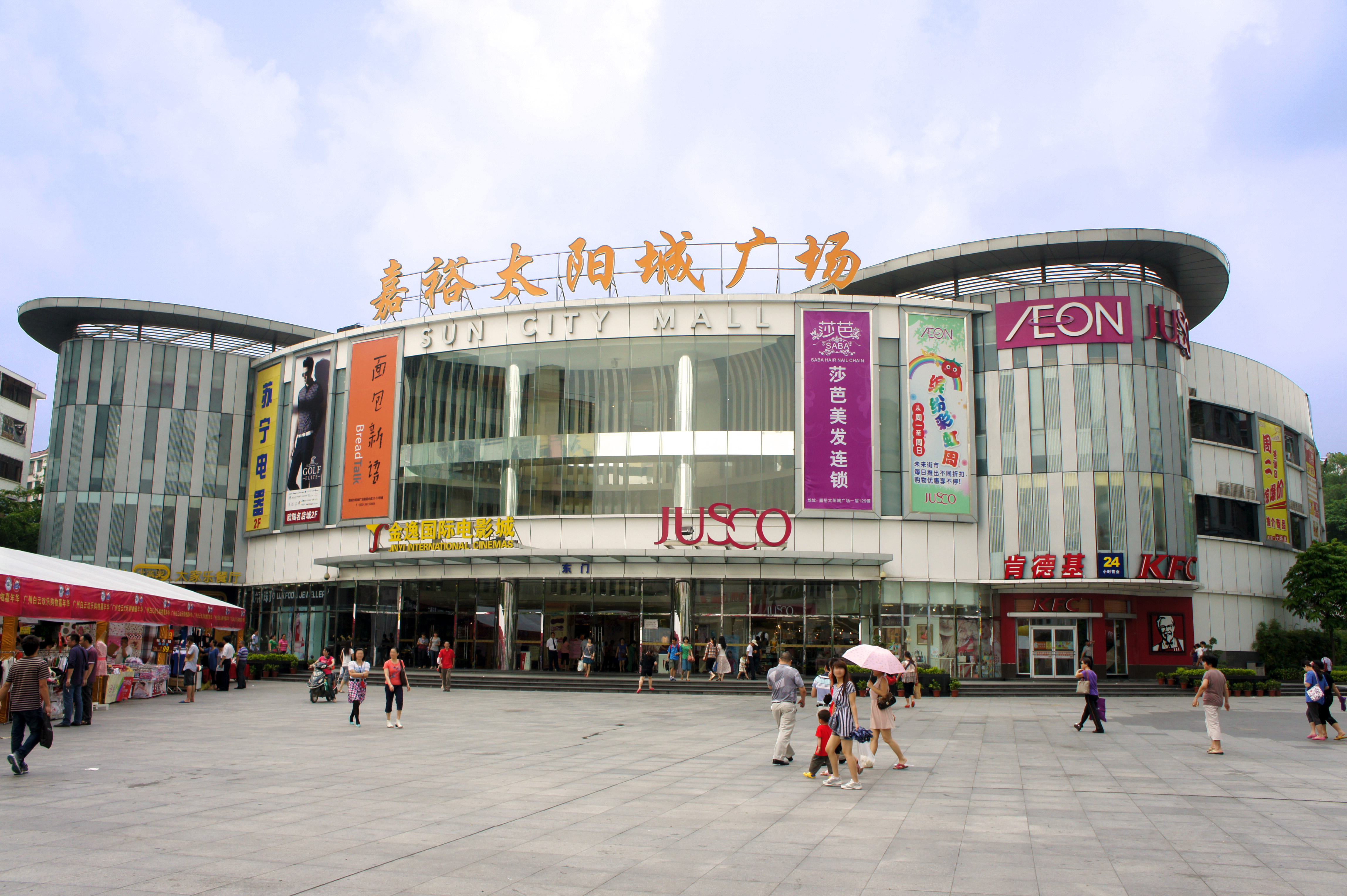
位於广州嘉裕太阳城广场的分店。

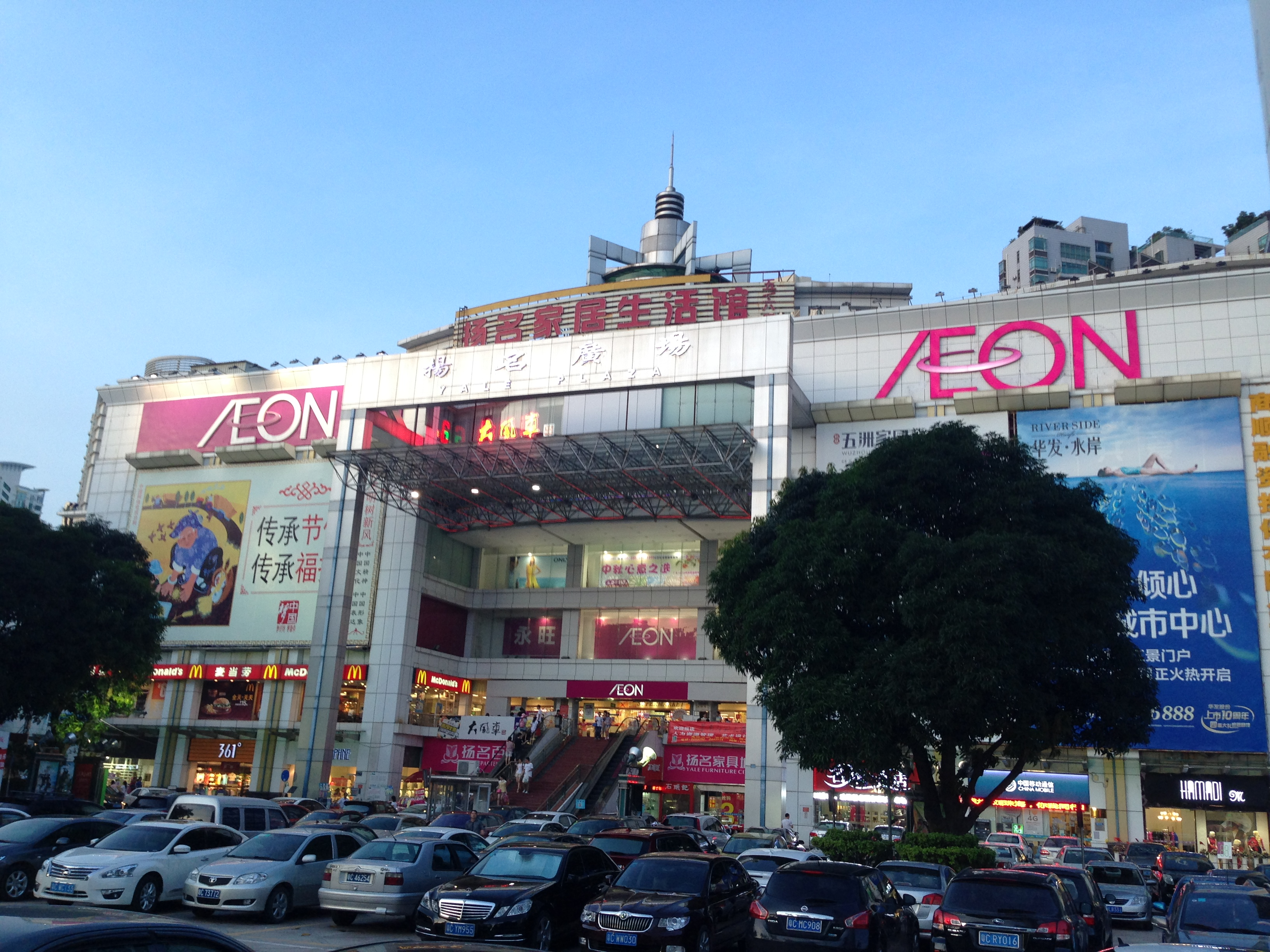
位於珠海香洲扬名广场的分店。

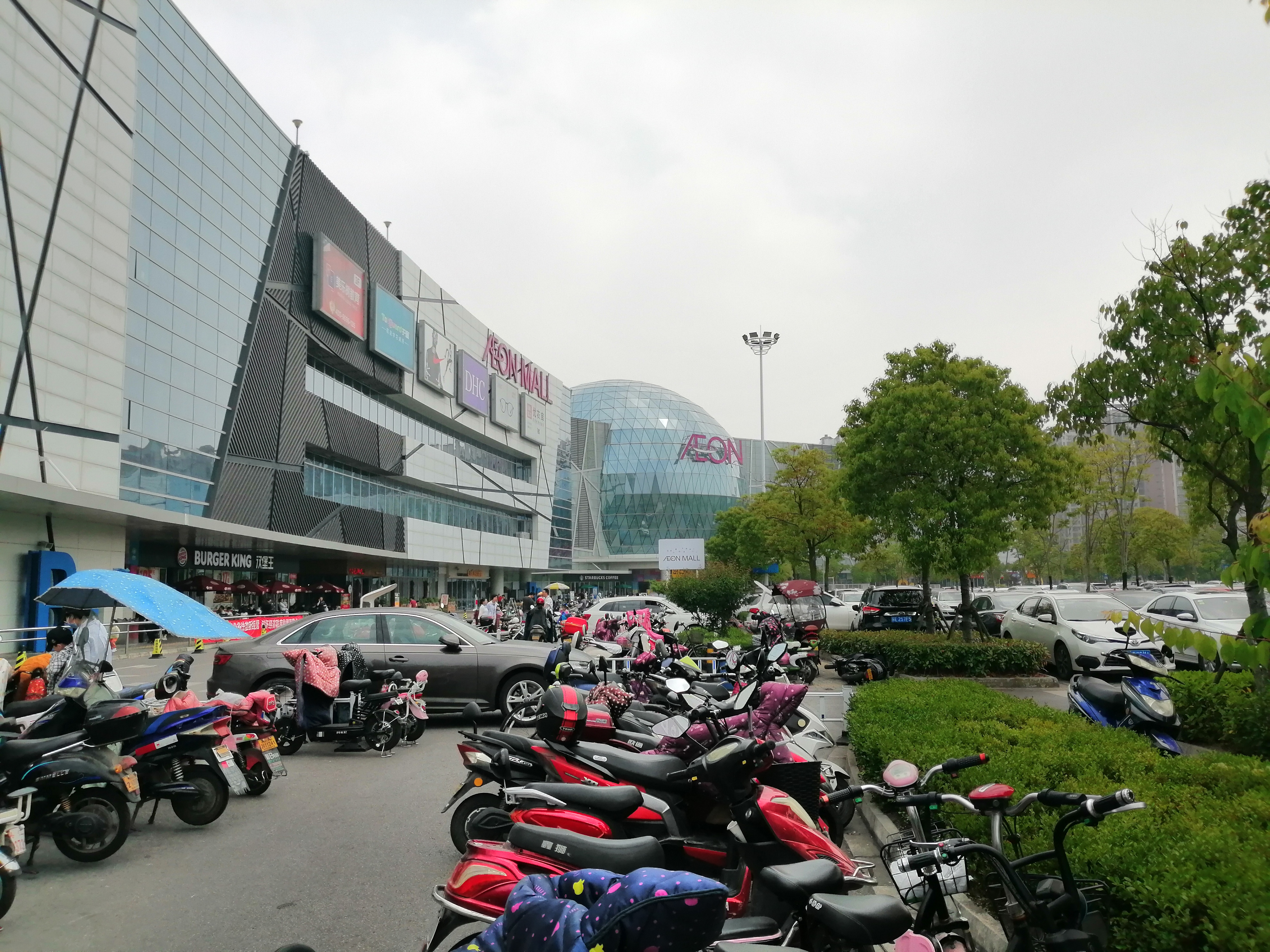
位于苏州工业园区钟南街的苏州园区湖东永旺梦乐城

在中国大陆，永旺曾同时使用吉之島（广东省）及佳世客（青岛市）两个名称。2013年3月1日起，青島永旺和廣東永旺全面棄用「佳世客」、「吉之島」和「JUSCO」商標，跟隨日本母公司統一將各店的品牌名稱易名為「永旺」和「AEON」，此后永旺在中国大陆开设的其它法人公司也均使用新商标作为商号名称。
1996年7月，永旺（时名为吉之岛）于中国大陆的首家店铺在广州天河城开业；截至2024年2月，永旺在中国大陆以7个法人公司名义，共开设73间超市（70间在营，3间筹备）及6间Maxvalu（美思佰乐）食品超市。
此外，同属永旺集团旗下的永旺梦乐城株式会社在中国大陆设置有全额投资的永旺梦乐城(中国)商业管理有限公司。截至2024年2月，该公司在中国大陆共开设22间在营商场及3间筹备中商场。

## 香港AEON

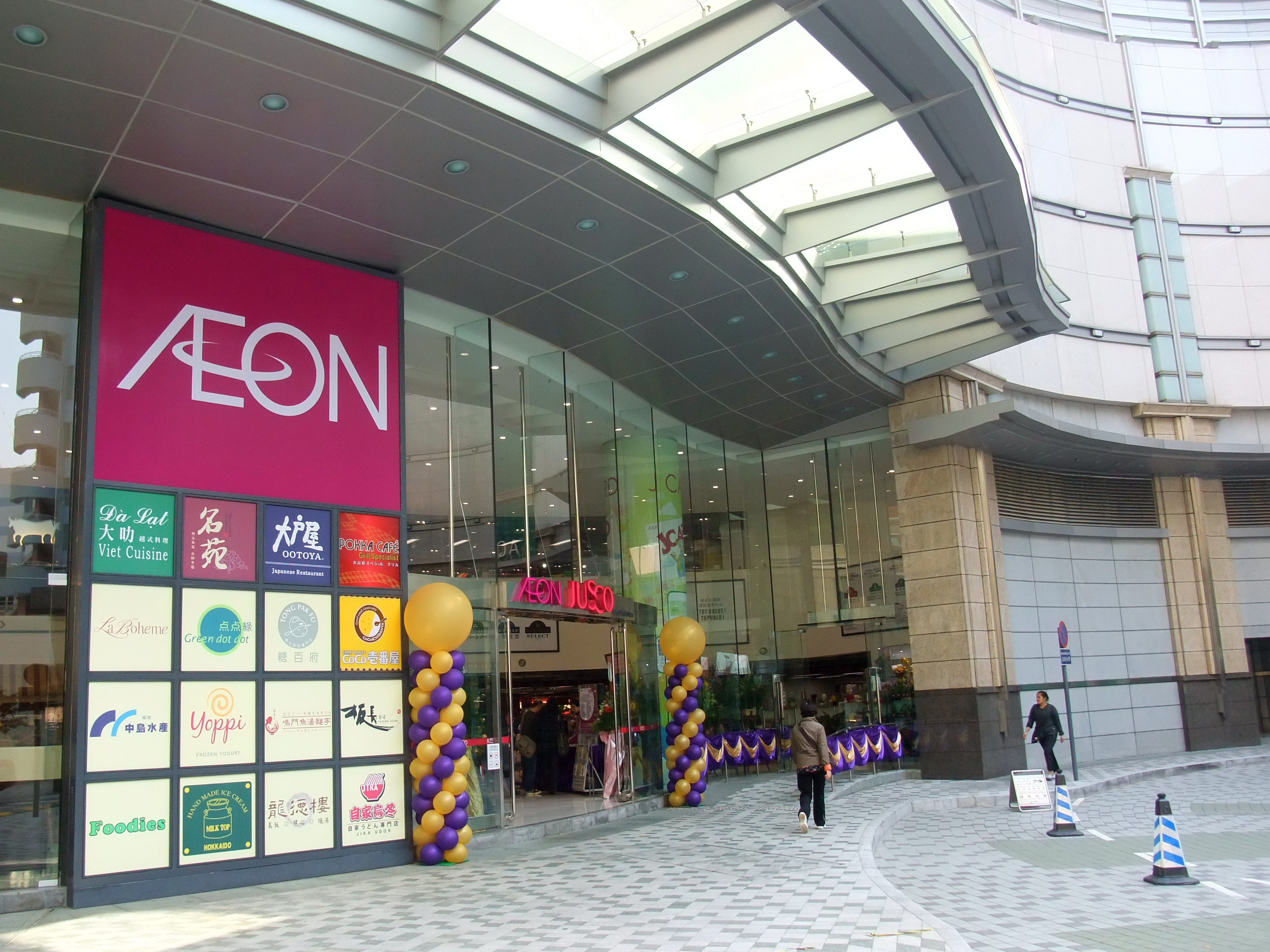
香港AEON荔枝角旗艦店

香港AEON的母公司為由日本永旺集團擁有控制性權益的永旺（香港）百貨有限公司，成立於1987年11月（當時名稱為吉之島百貨有限公司），於1987年12月在鰂魚涌康怡廣場開設首間分店，並於1994年2月在香港聯合交易所上市，上市編號為984。香港JUSCO主要經營綜合購物百貨公司及其他零售店舖，包括：超級市場、折扣店、家居廣場、便利店、百貨店。2006年年尾開始，永旺百貨全面棄用中文名稱「吉之島」，統一使用英文名稱「JUSCO」。另外於2013年3月1日起，香港全線永旺百貨分店會跟隨日本母公司，統一及將各店的品牌名稱由「JUSCO」，易名為「AEON」。
永旺百貨提供物有所值及一應俱全的日常生活用品給顧客，貨品種類分別是食品、服裝、家品及電器，旨在於香港發展連鎖式業務，力求為本地顧客提供物有所值的商品。現時，香港AEON共有9間綜合百貨店，「Living PLAZA by AEON」共42間獨立分店，「BENTO EXPRESS by AEON」共有7間獨立分店，「AEON超級市場」共有2間獨立分店，「ものもの」共有3間獨立分店。

## 馬來西亞永旺
馬來西亞的AEON前稱Jaya Jusco和JUSCO，2012年3月1日起已經跟隨日本母公司，易名及統稱AEON；但依然有民眾習慣稱之為Jaya Jusco或簡稱JJ。第一家AEON於1985年在宏图大厦開幕，也是第一間以合資公司形式進入馬來西亞零售業的日本公司。目前在馬來西亞歷史最悠久的永旺購物中心為吉隆坡马鲁里店，它也是佳世客於1989年10月30日在馬來西亞開設的第二家分店。最早於馬來西亞開業的MaxValu超級市場，MaxValu Pearl Point（Max Valu珍城广场）超市於2009年結束營業。
截至2019年10月，永旺至今已在馬來西亞開設34間百貨公司、28間購物中心、10間MaxValu Prime超級市場、22間永旺霸市量販店、66間永旺Wellness藥劑房、37間永旺大创百货商店（DAISO）和54間永旺Mollyfantasy娛樂場所。於2007年11月24日開幕的巴生武吉丁宜店已取代柔佛地不佬店成為馬來西亞最大的永旺購物商場。
由于入驻店铺多元多样，現今永旺在馬來西亞已經成為其中最受歡迎的百貨公司，因業務在當地獲得飛躍性的成長，為了進軍東南亞的其他市場，2012年，永旺在吉隆坡設立東南亞總部。
2012年11月，永旺集團以5.8億令吉，購下家樂福在馬來西亞的業務，成為當地第二大零售業者，也成功進軍當地的量販市場，並將原家樂福的業務改名為永旺霸市（Aeon BiG），计划在2030年前在全馬開設100間分店。

## 永旺夢樂城
1989年10月，佳世客興產（株）改名為永旺興產（株），並開始進行商城開發、運營業務。目前，在日本、中國、柬埔寨、印尼和越南有以「夢樂城」為名開發和經營的購物中心。

## 已結束業務

### 台灣佳世客
台灣佳世客，所登記的公司名稱為台灣永旺百貨股份有限公司，第一家佳世客設在新竹市風城購物中心，於2003年開幕。第二家佳世客於2005年12月在台北縣中和市環球購物中心開幕。
2006年4月，因受到風城購物中心經營不善影響，新竹店（新竹分公司）結束營業，新竹分公司於同年11月撤銷。2007年11月，台灣永旺百貨公司表示，在只有一家店舖的規模下難以與其他同業競爭，因此宣布佳世客中和店（中和分公司）於2007年12月17日結束營業，並退出台灣市場。2008年2月，台灣永旺百貨中和分公司撤銷登記，總公司亦正式解散。

## 電影中的永旺
日本電影《下妻物語》故事描述下妻市只有AEON一家百貨公司，而愛好蘿莉塔時尚的主角深田恭子對有關貨品感到不滿，足見AEON日本的普遍性和價廉物美。